# Антонио Мария де Букарели-и-Урсуа
Антонио Мария де Букарели и Урсуа (исп. Antonio María de Bucareli y Ursúa; Севилья, Испания, 21 января 1717 — Мехико, 9 апреля 1779) — губернатор Кубы, вице-король Новой Испании (1771 — 1779), кавалер Мальтийского ордена, военный комендант Ла-Боведа-де-Торо.

## Биография
Родился 21 января 1717 года в Севилье в местной дворянской семье. Вступил в армию как кадет в возрасте 11 лет. С 22 сентября 1771 года до 9 апреля 1779 года являлся вице-королём Новой Испании.
Умер 9 апреля 1779 года, выполняя свою должность.